# VirtualDJ
VirtualDJ（亦稱為VDJ）使用於PC與MAC來進行音樂或影片混合軟體，內建也取代了其唱盤與CD播放器。由ATOMIX製造公司專為戶外與俱樂部DJ使用者而開發的軟體。該軟體也再添加了NUMARK，稱為NUMARK CUE。

## 歷史
第一個版本出現在2003年7月。VirtualDJ 為 AtomixMP3 的繼任者，首次該發布為2000年9月。從此 AtomixMP3 已停止開發改由 VirtualDJ 承襲。VirtualDJ 目前可分為 VirtualDJ Home、VirtualDJ Limited Edition、VirtualDJ Plus 以及 VirtualDJ Pro 之4種不同的版本。2013年，VirtualDJ 於第28屆冬季邁阿密音樂會國際舞蹈音樂獎項中，榮獲最佳DJ軟體。

## 內部
自VirtualDJ6，可儲存映射到MIDI或HID控制器。於早期版本對應到一個控制器是與內置到軟體的映射器完成，或由使用者（使用C++或其他編程語言）製成硬編碼的DLL文件。VirtualDJ6 中引入了VDJScript語言，使一個自定義映射為任何MIDI和HID控制器更容易透過編輯軟體的映射配置，或透過編輯XML文件。

## 外部連結
- 官方網站 （页面存档备份，存于）（英文）
- VDJscript （页面存档备份，存于）（英文）